# Бигс (град, Калифорния)
Бигс (на английски: Biggs) е град в окръг Бют, щата Калифорния, САЩ. Бигс е с население от 1711 жители (по приблизителна оценка от 2017 г.) и обща площ от 1,3 km². Намира се на 30 m надморска височина. ЗИП кодовете му са 95917, а телефонният му код е 530.